# Аерофагія
Аерофагі́я — підвищене заковтування повітря при прийому їжі. Повітря потрапляє у шлунок, чим спричинює неприємні відчуття.
Аерофагією також називають стан не пов'язаний з ковтанням атмосферного повітря, у такій ситуації вона є клінічним симптомом деяких гастроентерологічних хвороб, зрідка — психічних розладів. Є дані що під час аерофагії був успішно використаний антипсихотичний препарат thorazine, що інколи застосовують при гикавці.